# Галицкия
Га́лицкия (лат. Galitzkya) — род семейства Капустные, состоящий из 3 видов, обитающих в Сибири и Центральной Азии.
Назван в честь Н. П. Иконникова-Галицкого (1892—1942), русского советского ботаника, исследователя флоры Монголии.

## Ботаническое описание
Густодерновинные многолетники высотой до 25 см.
Прикорневые листья лопатчатые, широкояйцевидные, 5—12 мм шириной, наверху тупые или слабовыемчатые.
Лепестки белые либо желтоватые.
Столбик у плода короткий, 2—3 мм длиной, намного короче стручка.
Плоды — стручки широкоэллиптические с плоскими створками, без срединной жилки.

## Виды
По информации базы данных The Plant List, род включает 3 вида:
- Galitzkya macrocarpa (Iconn.-Gal.) V.V.Bochantz. — Галицкия крупноплодная
- Galitzkya potaninii (Maxim.) V.V.Bochantz. — Галицкия Потанина
- Galitzkya spathulata (Steph. ex Willd.) V.V.Bochantz. — Галицкия лопатчатая

Во флоре России один вид — Галицкия лопатчатая, обитающий на юге Урала и Алтая. Галицкия лопатчатая внесена в Красную книгу Российской Федерации и Красную книгу Алтайского края.